# Piłka nożna w Anglii (1943/1944)
Sezon 1943/1944 był piątym w historii angielskiej piłki nożnej podczas II wojny światowej.
W latach 1939–1946 rozgrywki piłkarskie w Anglii były zawieszone. Wielu piłkarzy brało udział w wojnie, co osłabiło wiele zespołów. W miejsce angielskich rozgrywek ligowych i pucharowych ustanowiono ligi regionalne. Występy zawodników w tych zawodach nie są brane pod uwagę w oficjalnych zestawieniach.

## Zwycięzcy poszczególnych rozgrywek klubowych w Anglii
| Rozgrywki               | Zwycięzca                                                           |
| ----------------------- | ------------------------------------------------------------------- |
| League South            | Tottenham Hotspur                                                   |
| League West             | Lovells Athletic                                                    |
| League North            | Blackpool (Pierwszy zwycięzca) Bath City (Drugi zwycięzca)          |
| League North Cup        | Wrexham                                                             |
| Football League War Cup | Aston Villa (Northern Section) Charlton Athletic (Southern Section) |